# Kylie (album)
Kylie is het debuutalbum van de Australische zangeres Kylie Minogue, uitgebracht in 1988. Het album zorgde voor de muzikale doorbraak van Minogue: het bereikte in het Verenigd Koninkrijk de eerste positie, in Australië viel drie singles van het album deze eer de beurt. In de Verenigde Staten verkocht het album meer dan een half miljoen exemplaren, goed voor de gouden status. Wereldwijd is het album 14 miljoen maal over de toonbank gegaan.
Het album is, aangevuld met een aantal remixes, uitgebracht onder de naam The Kylie Collection.

## Achtergrond
Minogue speelde, voordat ze een platencontract kreeg, als actrice in de Australische soapserie Neighbours. Tijdens een benefietgebeuren in 1987, trad de cast van de serie op. Kylie coverde het nummer "The Loco-Motion", en kreeg direct een platencontract aangeboden door Mushroom Records. Zij brachten het nummer uit en dit werd de bestverkopende single van de jaren 80 in Australië. Na dit succes, reisde Minogue naar Londen om met succesproducers Stock, Aitken & Waterman samen te werken. In eerste instantie werd alleen het nummer "I Should Be So Lucky" opgenomen. Bij latere sessies, in 1988, volgde de rest van het album.

## Tracks
Op "The Loco-Motion", een cover geschreven door Goffin & King, na zijn alle nummers
geschreven door Stock, Aitken & Waterman.
1. "I Should Be So Lucky" – 3:24
2. "The Loco-Motion" – 3:14
3. "Je Ne Sais Pas Pourquoi" – 4:01
4. "It's No Secret" – 3:58
5. "Got to Be Certain" – 3:19
6. "Turn It into Love" – 3:37
7. "I Miss You" – 3:15
8. "I'll Still Be Loving You" – 3:50
9. "Look My Way" – 3:36
10. "Love at First Sight" – 3:08